# Première circonscription électorale de la province d'Izmir
La première circonscription électorale d'Izmir correspond à un groupement de 14 districts de la province du même nom et envoie 14 députés à la Grande assemblée nationale de Turquie (13 entre 2011 et 2018).

## Composition
La première circonscription d'Izmir est divisée en 14 districts (ilçe). Chaque district est composé d'un chef-lieu et de municipalités (communes et villages).

## Résultats électoraux

### Élections législatives de juin 2015
| Partis                   | Partis                                        | Voix | %   | Sièges | +/-           | Élus                                                                                     |
| ------------------------ | --------------------------------------------- | ---- | --- | ------ | ------------- | ---------------------------------------------------------------------------------------- |
|                          | Parti républicain du peuple (CHP)             |      |     | 6      |               | Selin Sayek Böke, Musa Çam, Ahmet Tuncay Özkan, Tacettin Bayir, Özcan Purçu et Ali Yiğit |
|                          | Parti de la justice et du développement (AKP) |      |     | 4      | 2             | Veysel Eroğlu, Fatma Seniha Nükhet Hotar, Cemil Şeboy et Hüseyin Kocabıyık               |
|                          | Parti d'action nationaliste (MHP)             |      |     | 2      | 1             | Oktay Vural et Aslan Savaşan                                                             |
|                          | Parti démocratique des peuples (HDP)          |      |     | 1      | Nv.           | Ertuğrul Kürkcü                                                                          |
|                          |                                               |      |     |        |               |                                                                                          |
| Total                    | Total                                         |      | 100 | 13     | en stagnation | -                                                                                        |
| Inscrits / participation |                                               |      |     |        |               |                                                                                          |

### Élections législatives de novembre 2015
| Partis                   | Partis                                        | Voix | %   | Sièges | +/-           | Élus                                                                                                  |
| ------------------------ | --------------------------------------------- | ---- | --- | ------ | ------------- | --- |
|                          | Parti républicain du peuple (CHP)             |      |     | 7      | 1             | Selin Sayek Böke, Musa Çam, Ahmet Tuncay Özkan, Tacettin Bayir, Özcan Purçu, Ali Yiğit et Murat Bakan |
|                          | Parti de la justice et du développement (AKP) |      |     | 4      | en stagnation | Binali Yıldırım, Mahmut Atilla Kaya, Hüseyin Kocabıyık et Necip Kalkan                                |
|                          | Parti d'action nationaliste (MHP)             |      |     | 1      | 1             | Oktay Vural                                                                                           |
|                          | Parti démocratique des peuples (HDP)          |      |     | 1      | en stagnation | Ertuğrul Kürkcü                                                                                       |
|                          |                                               |      |     |        |               | |
| Total                    | Total                                         |      | 100 | 13     | en stagnation | - |
| Inscrits / participation |                                               |      |     |        |               | |

### Élections législatives de 2018
| Partis                   | Partis                                        | Voix      | %     | Sièges | +/-           | Élus |
| ------------------------ | --------------------------------------------- | --------- | ----- | ------ | ------------- | --- |
|                          | Parti républicain du peuple (CHP)             | 581 342   | 36,81 | 7      | en stagnation | Ahmet Tuncay Özkan, Murat Bakan, Özcan Purçu, Kani Beko, Mehmet Ali Çelebi, Tacettin Bayir et Ednan Arslan |
|                          | Parti de la justice et du développement (AKP) | 407 119   | 25,78 | 4      | en stagnation | Binali Yıldırım, Mahmut Atilla Kaya, Ceyda Bölünmez Çankırı et Cemal Bekle                                 |
|                          | Parti démocratique des peuples (HDP)          | 177 358   | 11,23 | 1      | en stagnation | Serpil Kemalbay Pekgözegü                                                                                  |
|                          | Le Bon Parti (İYİ)                            | 148 318   | 9,39  | 1      | Nv.           | Müsavat Dervişoğlu                                                                                         |
|                          | Parti d'action nationaliste (MHP)             | 83 005    | 5,26  | 1      | en stagnation | Hasan Kalyoncu                                                                                             |
|                          | Parti de la félicité (SP)                     | 11 152    | 0,71  | 0      | en stagnation | |
|                          | Parti patriote (VATAN)                        | 4 337     | 0,27  | 0      | en stagnation | |
|                          | Parti de la cause libre (HÜDA PAR)            | 2 329     | 0,15  | 0      | en stagnation | |
|                          | Indépendants (Ind.)                           | 959       | 0,06  | 0      | en stagnation | |
|                          |                                               |           |       |        |               | |
| Total                    | Total                                         | 1 415 919 | 100   | 14     | 1             | - |
| Inscrits / participation | Inscrits / participation                      | 1 579 092 | 88,50 |        |               | |

### Élections législatives de 2023
| Partis                   | Partis                                        | Voix      | %     | Sièges | +/-           | Élus |
| ------------------------ | --------------------------------------------- | --------- | ----- | ------ | ------------- | --- |
|                          | Parti républicain du peuple (CHP)             | 643 178   | 41,84 | 7      | en stagnation | Yüksel Taşkın, Ahmet Tuncay Özkan, Sevda Erdan Kılıç, Murat Bakan, Ednan Arslan, Seda Kâya Ösen et Haydar Altıntaş |
|                          | Parti de la justice et du développement (AKP) | 392 099   | 25,51 | 4      | en stagnation | Mehmet Muharrem Kasapoğlu, Mahmut Atilla Kaya, Şebnem Bursalı et Mehmet Ali Çelebi                                 |
|                          | Le Bon Parti (İYİ)                            | 182 437   | 11,67 | 2      | 1             | Müsavat Dervişoğlu et Ümit Özlale                                                                                  |
|                          | Parti de la gauche verte (YSP)                | 139 506   | 9,07  | 1      | en stagnation | Burcugül Çubuk |
|                          | Parti d'action nationaliste (MHP)             | 75 075    | 4,88  | 0      | 1             | |
|                          | Parti de la victoire (ZP)                     | 35 442    | 2,31  | 0      | Nv.           | |
|                          | Parti de la patrie (M)                        | 18 477    | 1,20  | 0      | Nv.           | |
|                          | Nouveau parti de la prospérité (YRP)          | 12 894    | 0,84  | 0      | Nv.           | |
|                          | Parti de la grande unité (BBP)                | 7 344     | 0,48  | 0      | en stagnation | |
|                          | Parti jeune (GP)                              | 6 723     | 0,44  | 0      | en stagnation | |
|                          | Parti communiste de Turquie (TKP)             | 4 586     | 0,30  | 0      | en stagnation | |
|                          | Parti de la justice (AP)                      | 3 933     | 0,26  | 0      | Nv.           | |
|                          | Parti de gauche (SOL)                         | 2 581     | 0,17  | 0      | en stagnation | |
|                          | Parti de la mère patrie (ANAP)                | 1 805     | 0,12  | 0      | en stagnation | |
|                          | Parti patriote (VATAN)                        | 1 678     | 0,11  | 0      | en stagnation | |
|                          | Parti de l'union du pouvoir (GBP)             | 1 624     | 0,11  | 0      | Nv.           | |
|                          | Parti de la justice et de l'unité (AB)        | 1 497     | 0,10  | 0      | Nv.           | |
|                          | Parti des travailleurs de Turquie (TIP)       | 1 477     | 0,10  | 0      | en stagnation | |
|                          | Parti de la nation (MP)                       | 1 371     | 0,09  | 0      | en stagnation | |
|                          | Mouvement communiste (TKH)                    | 844       | 0,05  | 0      | Nv.           | |
|                          | Parti des droits et libertés (HAK)            | 751       | 0,05  | 0      | en stagnation | |
|                          | Parti de libération du peuple (HKP)           | 707       | 0,05  | 0      | en stagnation | |
|                          | Parti de la route nationale (MYP)             | 343       | 0,02  | 0      | Nv.           | |
|                          | Parti de l'innovation (YP)                    | 284       | 0,02  | 0      | Nv.           | |
|                          | Indépendants (Ind.)                           | 666       | 0,04  | 0      | en stagnation | |
|                          |                                               |           |       |        |               | |
| Total                    | Total                                         | 1 537 322 | 100   | 14     | en stagnation | - |
| Inscrits / participation | Inscrits / participation                      | 1 694 741 | 89,57 |        |               | |